# Der Musikant von Eisenstadt
Der Musikant von Eisenstadt ist eine österreichische Filmbiografie über das Leben und Wirken des bedeutenden Barockkomponisten Joseph Haydn. Mit bescheidenen Mitteln (rund 222.000 Österreichische Schillinge) 1932/33 vom Stummfilmpionier Alfred Deutsch-German hergestellt, war dies dessen letzte Kinoproduktion. Die Titelrolle übernahm Kurt von Lessen.

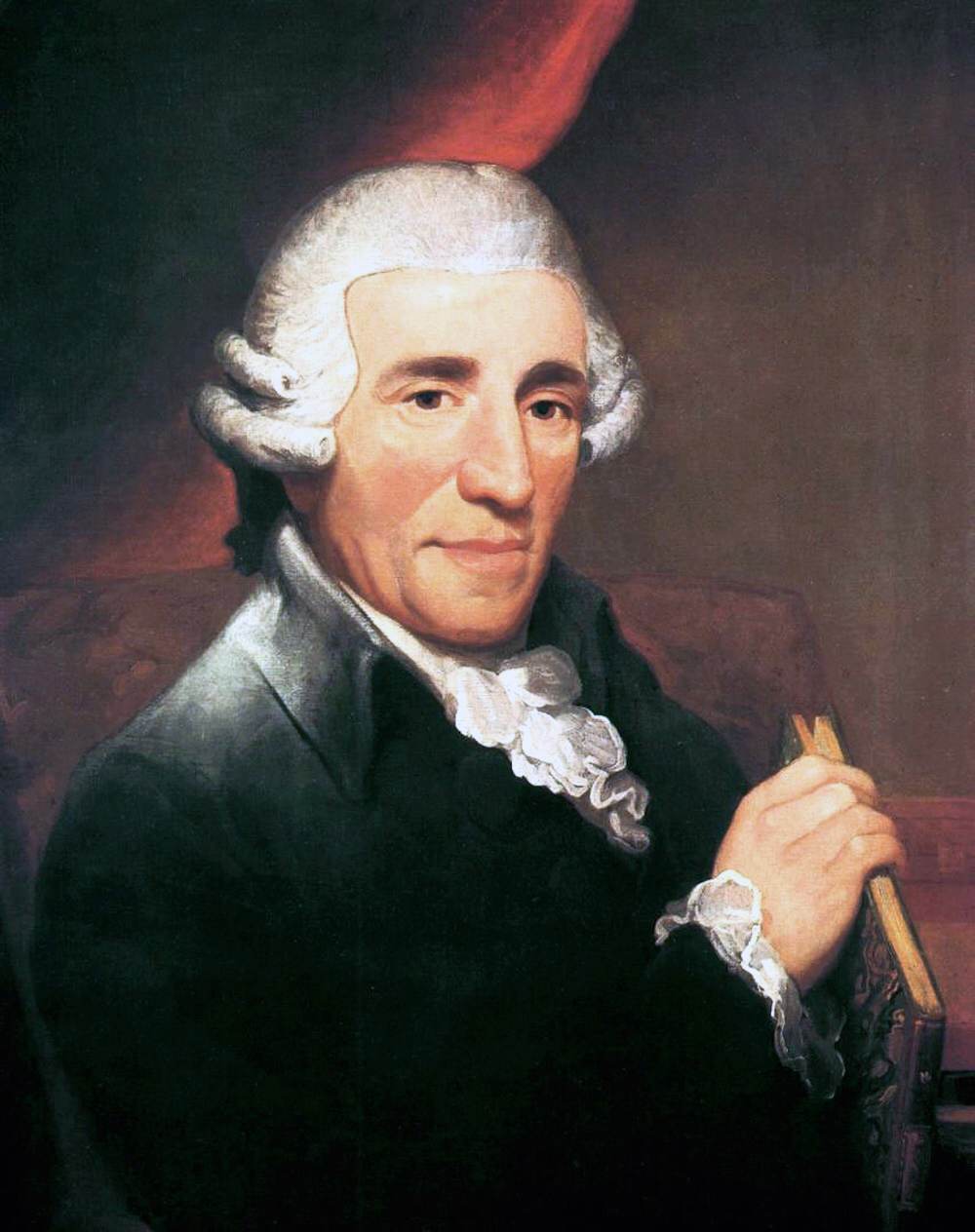
Joseph Haydn (Ölgemälde von Thomas Hardy, 1791)

## Handlung
Der junge Burgenländer Komponist Joseph Haydn fristet ein einfaches und wenig ereignisreiches Leben als Musiklehrer von gutsituierten Großbürgertöchtern. Als er eines Tages Luise Keller kennen lernt, die Tochter eines Perückenmachers, verliebt er sich sogleich in sie und plant, die junge Frau zu heiraten. Dem alten Keller ist dies überhaupt nicht recht, denn er möchte für seine Tochter keinen Hungerleider wie Haydn, sondern eine gute Partie wie den Seifensieder Pichler. Um ihr ein gutes Leben bieten zu können, nimmt Haydn die Stellung eines zweiten Kapellmeisters am Hof des Eisenstädter Fürsten Esterhazy an. Damit während seiner Abwesenheit Luise ihn nicht vergisst, komponiert Joseph Haydn zuvor noch schnell ein Liebeslied mit dem Titel “Liebes Mädchen, hör mir zu”. Während seiner Arbeit in der Burgenländischen Hauptstadt lernt Haydn die Fürstennichte und junge Gräfin Agatha Eszterhazy kennen und lieben, was erwartungsgemäß seinem hochadeligen Vorgesetzten höchst missfällt. Luise wird derweil daheim immer stärker von ihrem Vater dazu gedrängt, endlich den ungeliebten Seifensieder zu ehelichen. Um Klarheit zu bekommen, reist sie deshalb Haydn nach Eisenstadt nach, trifft ihn aber in seiner Unterkunft nicht an. Sie erfährt, dass Joseph nach Rust abgereist sei, wo ein Fest stattfindet. Hier soll ein eigens von ihm komponierter Csardas vorgestellt werden.
Luise sieht Haydn an der Seite der Gräfin Esterhazy und nimmt in einem Eifersuchtsanfall an, dass er sie wohl längst vergessen habe. In der Eisenstädter Bergkirche hört sie Ausschnitte der Theresienmesse und beschließt daraufhin, allem Irdischen zu entsagen und ins Kloster der Ursulinerinnen zugehen. Fürst Esterhazy verlangt von Haydn, sich seine Nichte Agathe aus dem Kopf zu schlagen und bald zu heiraten. Gräfin Esterhazy ereilt kurz darauf der Ruf an den kaiserlichen Hof nach Wien, wo sie der Kaiserin Maria Theresia als Hofdame dienen soll. Und so beschließt Haydn zurück nach Hause zu fahren, und Luise einen Antrag zu machen. Die aber ist durch ihren Eintritt ins Kloster zur Schwester Crescentia geworden. Nunmehr gänzlich unbeweibt, lässt sich Haydn daraufhin ein, die zänkische und nörgelige Schwester Luises, Maria, zu heiraten. Die drängt ihn, ungeliebte wenngleich gut dotierte Kompositionsaufträge anzunehmen. So entsteht beispielsweise das für einen Bauern komponierte Ochsenmenuett, mit einem Rindvieh als Draufgabe zur Bezahlung von fünf Dukaten.
Langsam erlangt Joseph Haydn mit seinen musikalischen Schöpfungen landesweiten Ruhm; seine Kaiserhymne wird im Carl-Theater uraufgeführt, und Haydn nimmt an der Seite seines Monarchen Kaiser Franz die Ovationen entgegen. Gräfin Agathe ist derweil am Hofe nicht glücklich dafür aber krank geworden und hat auch nie geheiratet. Sie geht ebenfalls ins Kloster und trifft dort auf Schwester Crescentia. Als sie dort einer Spieluhr Haydns die Klänge der eigens für Luise geschriebenen Komposition entnimmt, erkennt sie, dass beide einst ein und denselben Mann liebten. Beide Frauen sprechen sich aus. Haydn ist im Laufe der Jahre alt geworden, und als er den Tod vor Augen sieht, lässt er durch seinen Diener bei den Ursulinerinnen um eine Nonne bitten, die ihm in den letzten Stunden beisteht. Mit letzter Kraft stimmt er seine musikalische Widmung im Beisein von Crescentia, die sich um ihn kümmert, an. Als sie die Melodie singend fortführt, erkennt Haydn in ihr seine alte Liebe Luise und gesteht ihr, dass er sie nie vergessen und nur sie immer geliebt habe. Seine letzte Worte lauten „Es werde Licht“, dann ertönt im Moment seines Todes noch einmal die Kaiserhymne.

## Produktionsnotizen
Dieser Film entstand anlässlich des 200. Geburtstags von Joseph Haydn (1732–1809). Gefilmt wurde in Eisenstadt, Wien und Rust. Die Dreharbeiten zu Der Musikant von Eisenstadt begannen wohl im April 1932 und endeten weitgehend im Sommer desselben Jahres. Im Dezember 1932 begannen in den Studios von Wien-Sievering die Atelieraufnahmen. Der Film wurde am 2. April 1933 in Haydns Heimatgemeinde Eisenstadt uraufgeführt. Da man mit dem Ergebnis nicht vollends zufrieden war, gab es noch 1933 mehrere Nachaufnahmen. Die Wiener Premiere war am 23. Februar 1934. Eine Aufführung des Films in Hitler-Deutschland gab es aufgrund des jüdischen Glaubens seines Regisseurs und Produzenten nicht. 
Karl Pauspertl übernahm die musikalische Leitung. Hans Heinz Theyer assistierte seinem Vater, dem Kameramann Hans Theyer. Die Tonmischung hatte Ingenieur Hans Bucek. Joseph Stätter war Aufnahmeleiter, Harald Brunner Regieassistent.

## Kritiken
In den zeitgenössischen österreichischen Kritiken wurde oftmals auf das „vaterländische“ Element und explizit auf den „nationalen Charakter“ des Haydn-Films, zum Ruhme der Kulturnation Österreichs, hingewiesen. Das Filmplakat warb mit dem Satz „Der Film der österreichischen Heimat“.
Friedrich Porges meinte in Der Wiener Tag: „In eine ansprechende, gute und wirksame Form haben die Autoren und der Regisseur diese Ehrung gebracht, die gleichzeitig auch … die schönste Melodien Haydnscher Tondichtung dem Kinopublikum nahe bringt. (…) Der Lebensgeschichte Haydns sind die Episoden entnommen, die der Film zur Handlung macht. (…) Man spürt eine Persönlichkeit.“
Die Wiener Zeitung befand: „Damit ein solcher Film … über die künstlerische Idee hinaus auch publikumswirksam sei, ist es nötig, daß sich im Leben der Hauptperson Momente finden, die zu dramatischen Konflikten Anlaß geben. Im Leben Haydns gab es aber keine großen dramatischen Spannungen (…) Die Episoden aber, die man von ihm erzählt, können Beiwerk, schwerlich jedoch Hauptsache sein. So leidet dieser Film, den Alfred Deutsch-German mit viel Geschmack und anerkennenswertem Stilgefühl inszeniert hat, daran daß die zu liebenswürdige Handlung den Musiker Haydn … in unrichtigem Licht erscheinen läßt. (…) Ist dieser Film auch nicht die Krönung österreichischer Filmkunst, so billigen wir ihm gerne zu, daß er ein guter und tragkräftiger Grundstein für das Werk der Zukunft genannt werden darf.“
Die Österreichische Film-Zeitung schrieb: „In dem österreichischen Film … sieht man Haydns Leben in hübschen Bildern auf der Leinwand abrollen …“
Die Illustrierte Kronen-Zeitung schrieb: „Schlicht und gerade rollt die Handlung dieses Haydns-Films … ab. (…) Viele heitere Episoden sind in die biographischen Schilderungen eingelochten. (…) Deutsch-German hat bedachtsam die Handlung so aufgebaut, daß keine Einzelheit verloren gehen konnte. Auch hat er sich, in bescheidener Klugheit, von den musikalischen Notwendigkeiten dirigieren lassen. (…) Kurt Lessen spielt den Haydn, einfach, herzgewinnend, ohne Beschönigung und Heldenpose.“